# Ouragan Linda (1997)
Pour les articles homonymes, voir Linda.
L’ouragan Linda est un cyclone tropical de la saison 1997 dans l’océan Pacifique, une saison particulièrement active. Il s’agissait du plus puissant ouragan de l’histoire dans la partie nord-est de cet océan, avec des vents soutenus sur une minute de 295 km/h et des rafales à 350 km/h, avant l'ouragan Patricia de 2015. Sa pression centrale a atteint 902 hPa. Heureusement, Linda a eu peu d’impact passant la plupart de sa vie en mer mais frappant cependant l’île Socorro.

## Évolution météorologique
Une onde tropicale quitta la côte africaine le 24 août 1997 et traversa l’océan Atlantique d’Est en Ouest sans développement notable à cause conditions défavorables en altitude. En traversant l’Amérique centrale, les orages commencèrent à s’organiser et une faible circulation cyclonique apparut le 9 septembre. Des bandes orageuses en spirales et une augmentation de la convection devinrent évidentes. Le système devint la dépression tropicale 14-E la nuit suivante à 740 km au sud du port mexicain de Manzanillo, Colima. Elle continue son déplacement vers le nord-ouest et fut reclassée tempête tropicale Linda le 10 septembre. 
Après une intensification rapide, Linda passa au stade d’ouragan à 880 km au sud-sud-est de la pointe de Basse-Californie-du-Sud le 11 septembre. Trente heures plus tard, Linda atteignit son maximum le 12 septembre avec des vents de 295 km/h, un ouragan de catégorie 5 selon l’Échelle de Saffir-Simpson. Il passa sur l’île Socorro le même jour. Durant les jours suivants, Linda rencontra des eaux plus froides et faiblit graduellement pour se dissiper le 17 septembre.

## Préparatifs
Le 13 septembre, certains modèles de prévision numérique du temps prévoyaient que Linda tournerait vers la Californie. Un creux barométrique à proximité de l’ouragan devait l’amener vers le sud de l’État. Certains médias ont commencé alors à parler de la menace que Linda faisait peser sur la région et le bureau du National Weather Service de Oxnard (Californie) émit un bulletin soulignant l’incertitude de la trajectoire du système à ce moment. On y indiquait également que les problèmes principaux seraient la pluie torrentielle et les grosses vagues.
Les vagues de Linda affecteraient également la côte mexicaine et une avertissement d’inondations côtières fut émis par le service météorologique du Mexique.

## Impacts

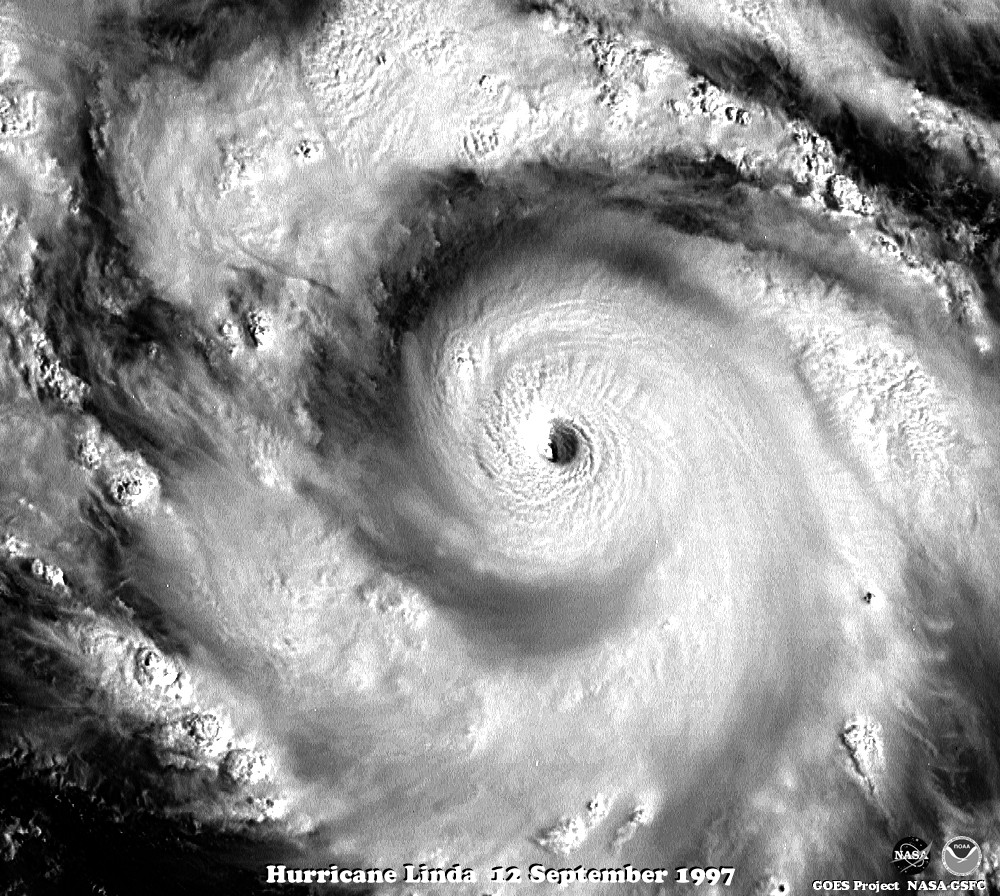
Ouragan Linda près de son intensité maximale

Contrairement aux premières estimations, l’ouragan Linda ne vint jamais près des côtes de l’Amérique du Nord mais passa sur l’île Socorro le 12 septembre. Les éléments causèrent un panne électrique généralisée sur l’île ce qui coupa le courant aux instruments météorologiques. Des inondations côtières mineures furent signalées dans les États de Michoacán, Nayarit, Jalisco et Sinaloa au Mexique. Les fortes vagues forcèrent les établissements touristiques  de fermer à Cabo San Lucas, Mazatlán, La Paz (Basse-Californie-du-Sud), San Carlos (Sonora) et Puerto Vallarta.
Des vagues de 3 à 4 mètres ont également déferlé sur la côte californienne, jetant à la mer cinq personnes sur le quai de Newport Beach. Ces dernières furent rescapées mais une d'elles subit des blessures graves. 
La pluie accompagnant l’ouragan, jusqu’à 50 mm à l’heure dans la forêt Forest Falls, causa des inondations importantes et des coulées de boue dans le sud de la Californie. Deux maisons ont été  emportées et soixante-dix-sept endommagées par ces coulées. Les dommages ont été estimés à 3,2 millions $US (1997) dans cet État.

## Épilogue
Parce que l’ouragan Linda ne fit que peu de dommages et resta en mer, l’Organisation météorologique mondiale ne retira pas son nom des listes pour les années suivantes. Linda se retrouvera donc encore une fois en 2009 dans les noms possibles pour un ouragan dans le Pacifique nord-est.